# Deutsche Entomologische Zeitschrift
Deutsche Entomologische Zeitschrift é um periódico científico de acesso aberto revisado por pares que cobre entomologia sistemática e taxonômica. Foi estabelecido em 1857 como Berliner Entomologische Zeitschrift e obteve seu título atual em 1875 .